# Валдреу
Валдреу (порт. Valdreu)  —  населённый пункт и район в Португалии,  входит в округ Брага. Является составной частью муниципалитета  Вила-Верде. Находится в составе крупной городской агломерации Большое Минью. По старому административному делению входил в провинцию Минью. Входит в экономико-статистический  субрегион Каваду, который входит в Северный регион. Население составляет 648 человек на 2001 год. Занимает площадь 16,69 км².
Покровителем района считается Иисус Христос (порт. Divino Salvador).